# Teorema da Eleição
Em probabilidade, o Teorema da Eleição é um resultado clássico sobre passeios aleatórios que afirma:
 Em uma eleição com dois candidatos A e B com {\displaystyle \alpha } e {\displaystyle \beta } votos respectivamente, se {\displaystyle \alpha >\beta } então a probabilidade de que durante a apuração da eleição o candidato A esteja sempre à frente é dada por {\displaystyle {\frac {\alpha -\beta }{\alpha +\beta }}}. 
O resultado foi descoberto por A. De Moivre em 1708 ao estudar jogos de azar e redescoberto por Joseph Louis François Bertrand em 1887.

## Na linguagem de Passeios aleatórios
Se entendermos cada voto para o ganhador como um passo de valor 1 e cada voto para o perdedor como um passo de valor -1 podemos interpretar como segue:
 Seja {\displaystyle S_{0}=0,S_{1},S_{2},S_{3},...,S_{n}} um passeio aleatório com passos {\displaystyle X_{i}} com {\displaystyle P(X_{i}=1)=P(X_{i}=-1)={\frac {1}{2}}} i.i.d., se {\displaystyle S_{n}=b>0} então a probabilidade de que {\displaystyle S_{i}>0} {\displaystyle \forall i=1,\cdots ,n} é dada por {\displaystyle {\frac {b}{n}}}, em outras palavras: 
Para demonstrar faremos uso do princípio da reflexão.

### O princípio da reflexão

A figura apresenta um caminho aleatório e desenha o reflexo por x do trecho do caminho que é positivo até o primeiro encontro com o eixo x.

Seja {\displaystyle N_{n}^{0}(a,b)} o número de caminhos entre os pontos {\displaystyle (0,a)} e {\displaystyle (n,b)} que tocam o eixo {\displaystyle x}, tome também {\displaystyle N_{n}(a,b)} o número de caminhos entre {\displaystyle (0,a)} e {\displaystyle (n,b)}.
Se {\displaystyle a,b>0} o princípio da reflexão diz que {\displaystyle N_{n}^{0}(a,b)=N_{n}(-a,b)}. Para demonstrar vamos criar uma bijeção entre os caminhos de {\displaystyle (0,a)} até {\displaystyle (n,b)} que passam por algum {\displaystyle (k,0)}, {\displaystyle 1<k<n} e os caminhos entre {\displaystyle (0,-a)} até {\displaystyle (n,b)}.
É claro que todo caminho que parte de {\displaystyle (0,-a)} até {\displaystyle (n,b)} corta o eixo {\displaystyle x} em algum ponto, seja {\displaystyle (k,0)} o primeiro ponto em que isso ocorre. Podemos refletir todos os pontos antes de {\displaystyle (k,0)} e emendar com o caminho depois de {\displaystyle (k,0)} e vamos obter um caminho entre {\displaystyle (0,a)} e {\displaystyle (n,b)} que corta o eixo {\displaystyle x}. A operação inversa é feita de forma análoga, acompanhe na figura ao lado. Temos então a bijeção desejada.
Calcular {\displaystyle N_{n}^{0}(a,b)} pode ser custoso, mas o princípio da reflexão facilita esse cálculo. Se um caminho vai de {\displaystyle (0,a)} até {\displaystyle (n,b)} então ele tem {\displaystyle n} passos, separamos {\displaystyle n=u+d} com {\displaystyle u} o número de passos para cima e {\displaystyle d} para baixo. Vale também {\displaystyle u-d=b-a}, logo:
{\displaystyle u={\frac {n+b-a}{2}}{\text{ e }}d={\frac {n-b+a}{2}}}
Para formar um caminho precisamos apenas saber quantas vezes andamos para cima, logo:

### Demonstração
Para mostrar basta reparar que estamos contando apenas os caminhos que obrigatoriamente passam por {\displaystyle (1,1)}, logo:
De onde obtemos:
Como o total de caminhos é dado por {\displaystyle N_{n}(0,b)} obtemos a probabilidade dividindo o número de casos de interesse pelo tamanho do espaço amostral.

## Relação com o Hitting Time

Exemplo de caminho aleatório reverso.

Dado um caminho {\displaystyle S=\{0,X_{1},X_{1}+X_{2}\cdots ,\sum _{i=1}^{i=n}X_{i}\}} podemos construir o caminho reverso tomando {\displaystyle T=\{0,X_{n},X_{n}+X_{n-1}\cdots ,\sum _{i=1}^{i=n}X_{i}\}}. Note que {\displaystyle T_{n}=S_{n}} e {\displaystyle T_{n}-T_{n-i}=X_{1}+\cdots +X_{i}=S_{i}} para todo {\displaystyle i>0}. Assim se {\displaystyle S} é um caminho que atende as restrições do Teorema da Eleição com {\displaystyle S_{n}=b>0} vale que {\displaystyle T_{n}-T_{n-i}=S_{i}>0} para todo {\displaystyle i>0}. Ou seja, o caminho reverso alcança {\displaystyle b} pela primeira vez no passo {\displaystyle n}.
Agora tomando um caminho {\displaystyle T} tal que  {\displaystyle T_{n}=b} e {\displaystyle T_{n}-T_{n-i}=X_{1}+\cdots +X_{i}=S_{i}} para todo {\displaystyle i>0}, é fácil ver que o seu reverso {\displaystyle S} cumpre as condições do Teorema da Eleição. Assim estabelecemos uma bijeção entre os caminhos tais que {\displaystyle T_{n}=b} e atingem {\displaystyle b} pela primeira vez no passo {\displaystyle n} e os caminhos tais que {\displaystyle S_{n}=b} e {\displaystyle S_{1}\cdots S_{n}\neq 0}. Como todo caminho tem a mesma probabilidade de ocorrer, vale:
Observando que o caso {\displaystyle b<0} é simétrico obtemos o Teorema do Hitting Time: a probabilidade de um caminho aleatório simples {\displaystyle S} alcançar o ponto {\displaystyle b} pela primeira vez no passo {\displaystyle n} é dada por:
Essa relação segue sendo verdadeira contanto que os passos {\displaystyle X_{i}} sejam i.i.d., como demonstrado por Hofstad e Keane .

## Generalizações
Existem estudos, principalmente devido a Takacs, que generalizam o teorema para o caso contínuo que podem ser encontrados em , por exemplo.